# Brian Zbydniewski
Brian David Zbydniewski (né le 15 septembre 1981 à Beaufort) est un joueur de football américain et d'arena football, évoluant au poste de quarterback. 

## Palmarès
- Joueur de l'année de la Mid-South Conference 2003
- Joueur offensif de l'année de la Mid-South Conference 2003
- Vainqueur de l'ArenaBowl XXIII